# Митропа куп 1935.
Митропа куп 1935. је било 9. издање клупског фудбалског такмичења Митропа купа.
Такмичење је трајало од 15. јуна до 15. септембра 1935. године.  Спарта Праг је у финалном двомечу била успешнија од  Ференцвароша и освојила други трофеј Митропа купа.

## Резултати

### Прва рунда
| Меч | Клуб            | Држава            | укупан рез. | Држава            | Клуб         | 1. утак. | 2. утак. | Плеј-оф |
| --- | --------------- | ----------------- | ----------- | ----------------- | ------------ | -------- | -------- | ------- |
| 1   | Адмира Вакер    | Аустрија          | 4:9         | Мађарска          | МТК          | 3:2      | 1:7      |         |
| 2   | Рома            | Краљевина Италија | 3:9         | Мађарска          | Ференцварош  | 3:1      | 0:8      |         |
| 3   | Ујпешт          | Мађарска          | 3:6         | Краљевина Италија | Фјорентина   | 0:2      | 3:4      |         |
| 4   | Интер Милано    | Краљевина Италија | 3:8         | Аустрија          | Аустрија Беч | 2:5      | 1:3      |         |
| 5   | Збројовка Брно  | Чехословачка      | 5:4         | Аустрија          | Рапид Беч    | 3:2      | 2:2      |         |
| 6   | Викторија Плзењ | Чехословачка      | 4:8         | Краљевина Италија | Јувентус     | 3:3      | 1:5      |         |
| 7   | Сегедин         | Мађарска          | 2:4         | Чехословачка      | Славија Праг | 1:4      | 1:0      |         |
| 8   | Први Бечки ФК   | Аустрија          | 6:6         | Чехословачка      | Спарта Праг  | 4:5      | 2:1      | 2:5     |

### Четвртфинале
| Меч | Клуб           | Држава       | укупан рез. | Држава            | Клуб         | 1. утак. | 2. утак. | Плеј-оф |
| --- | -------------- | ------------ | ----------- | ----------------- | ------------ | -------- | -------- | ------- |
| 1   | МТК            | Мађарска     | 2:4         | Краљевина Италија | Јувентус     | 1:3      | 1:1      |         |
| 2   | Спарта Праг    | Чехословачка | 8:4         | Краљевина Италија | Фјорентина   | 7:1      | 1:3      |         |
| 3   | Збројовка Брно | Чехословачка | 5:8         | Мађарска          | Ференцварош  | 4:2      | 1:6      |         |
| 4   | Славија Праг   | Чехословачка | 2:2         | Аустрија          | Аустрија Беч | 1:0      | 1:2      | 2:5     |

### Полуфинале
| Меч | Клуб        | Држава       | укупан рез. | Држава            | Клуб         | 1. утак. | 2. утак. | Плеј-оф |
| --- | ----------- | ------------ | ----------- | ----------------- | ------------ | -------- | -------- | ------- |
| 1   | Ференцварош | Мађарска     | 6:5         | Аустрија          | Аустрија Беч | 4:2      | 2:3      |         |
| 2   | Спарта Праг | Чехословачка | 3:3         | Краљевина Италија | Јувентус     | 2:0      | 1:3      | 5:1     |

### Финале
| Меч | Клуб        | Држава   | укупан рез. | Држава       | Клуб        | 1. утак. | 2. утак. |
| --- | ----------- | -------- | ----------- | ------------ | ----------- | -------- | -------- |
| 1   | Ференцварош | Мађарска | 2:4         | Чехословачка | Спарта Праг | 2:1      | 0:3      |

| Освајач Митропа купа 1935. |
| -------------------------- |
| Спарта Праг 2. Титула      |